# Lithophane duebenia
Lithophane duebenia là một loài bướm đêm trong họ Noctuidae.